# Ezekiel F. Chambers

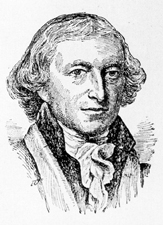
Ezekiel F. Chambers

Ezekiel Forman Chambers (* 28. Februar 1788 in Chestertown, Kent County, Maryland; † 30. Januar 1867 ebenda) war ein US-amerikanischer Jurist und Politiker, der den Bundesstaat Maryland im US-Senat vertrat.

## Leben
Der aus dem Nordosten Marylands stammende Ezekiel Chambers machte seinen Abschluss im Jahr 1805 am Washington College in seiner Heimatstadt Chestertown. Anschließend studierte er die Rechtswissenschaften und wurde 1808 in die Anwaltskammer aufgenommen, woraufhin er in Chestertown als Jurist zu praktizieren begann. Während des Britisch-Amerikanischen Krieges diente er im Rang eines Hauptmanns in der Miliz von Maryland, wobei er 1814 eine Kompanie in der Schlacht von Caulk's Field kommandierte. Anschließend wurde er zum Brigadegeneral befördert.
Sein erstes politisches Mandat hatte Chambers im Jahr 1822 inne, als er dem Senat von Maryland angehörte. Nach dem Rücktritt von Edward Lloyd wurde er als Mitglied der National Republican Party zu dessen Nachfolger gewählt und absolvierte zunächst die restliche Amtszeit vom 24. Januar 1826 bis zum 4. März 1830. Er wurde dann bei der regulären Wahl im Amt bestätigt und verblieb bis zu seinem eigenen Rücktritt am 20. Dezember 1834 im Kongress in Washington, D.C. Zeitweise führte er den Vorsitz im Ausschuss für den District of Columbia.
Nach seinem Ausscheiden aus dem Senat übernahm Chambers den Vorsitz am Gerichtshof für den zweiten Gerichtskreis von Maryland. Von 1834 bis 1851 war er Richter am Obersten Gericht des Staates, dem Maryland Court of Appeals. Im Jahr 1864 bewarb er sich, nachdem er zwischenzeitlich zu den Demokraten gewechselt war, erfolglos um das Amt des Gouverneurs von Maryland. Drei Jahre darauf verstarb er in Chestertown.